# ارس سیچوآن
ارس سیچوآن (نام علمی: Juniperus saltuaria) نام یک گونه از سرده ارس است.